# World Joyland

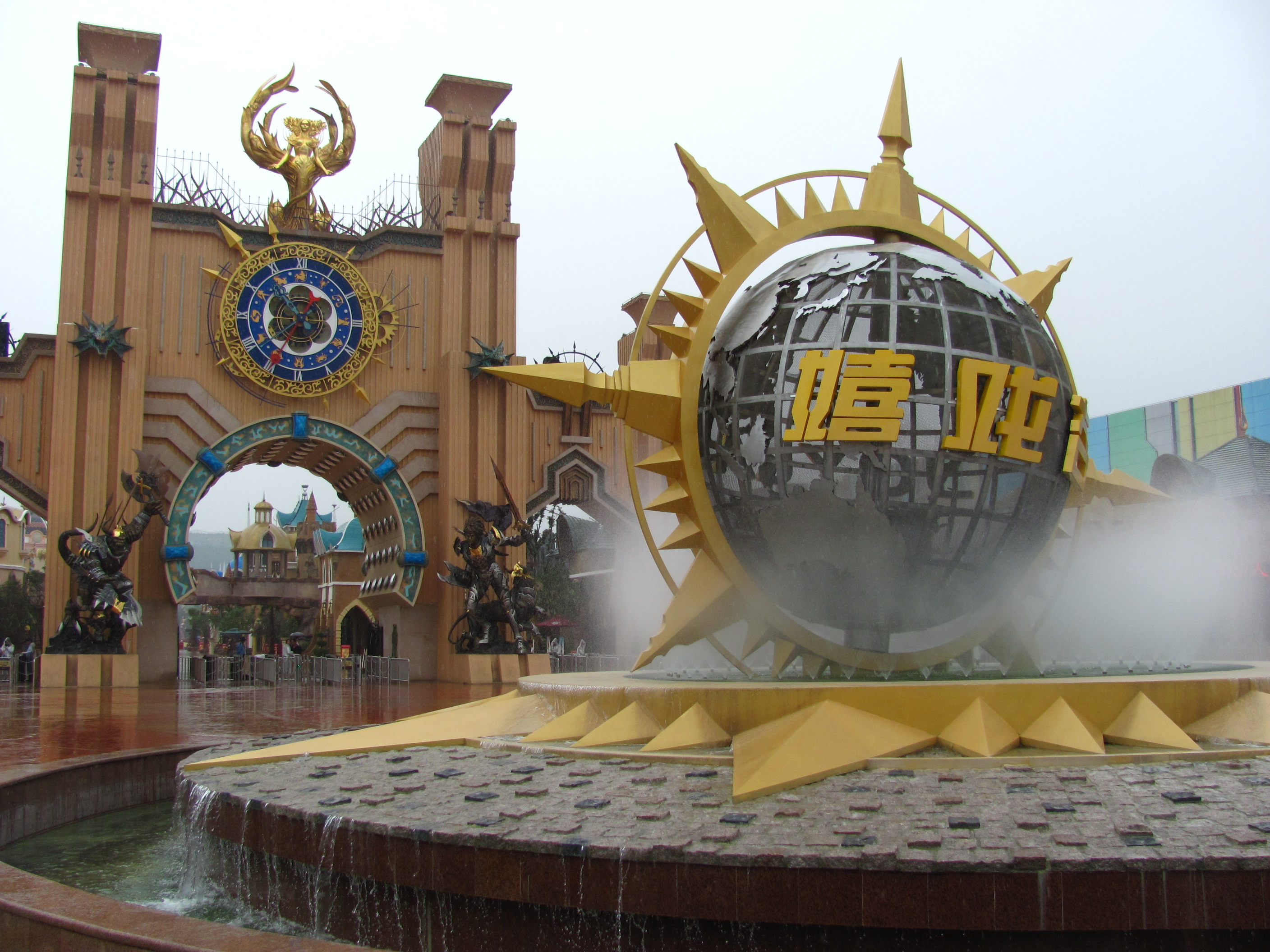
Entrada de parque

World Joyland (chino: 环球动漫嬉戏谷) es un parque de atracciones temático localizado en Changzhou, en del sur de la provincia de Jiangsu en China. La tematización del parque gira en torno del mundo de los videojuegos, especialmente en torno a las sagas de Warcraft y StarCraft. El coste estimado de la construcción del parque rondó los $48m, y cabe destacar que el parque no fue oficialmente autorizado o aprobado por Blizzard en ningún momento.